# Claudio Finetti
Claudio Finetti (Milano, 22 febbraio 1972) è un ex calciatore italiano, di ruolo difensore.

## Carriera
Nella sua carriera ha disputato 55 partite in Serie B con la maglia del Monza, segnando una rete.

## Palmarès

### Club

#### Competizioni nazionali
- Serie C2: 1

Pergocrema: 2007-2008